# Dolany (kraj pardubicki)
Dolany – wieś i gmina w Czechach, w powiecie Pardubice, w kraju pardubickim. Według danych z dnia 1 stycznia 2013 liczyła 348 mieszkańców.